# Stefani Flores
Stefani del Valle Flores Cedeño (Tucupita, 18 de diciembre de 2001) es una modelo y comerciante venezolana que ha ganado varios concursos de belleza locales. En agosto de 2020, fue atacada por varios hombres en San Fernando, Trinidad y Tobago, provocándole graves heridas en su cuerpo. Su caso fue ampliamente reseñado por medios de comunicación en su país natal.
El Ministerio Público de Trinidad y Tobago imputó al policía Akini Rodríguez y el vigilante de seguridad Aaron Ramkissoon, por ser los culpables del ataque contra Flores.

## Biografía
Stefani nació en la ciudad de Tucupita, capital del estado Delta Amacuro, Venezuela. Desde temprana edad modelaba para varias agencias.

### Agresión
El 11 de agosto de 2020, Flores solicitó los servicios de un taxi con destino a San Fernando, para llevar un recipiente con empanadas al puesto de venta de su mamá. Medios locales reseñaron que Flores relató que aparte del conductor, en el vehículo había otros dos nombres, quienes a mitad de camino le vendaron los ojos y la atacaron.
Flores fue apuñalada repetidamente, incluyendo en el cuello y en un ojo, y fue abandonada en un camino de grava. Posteriormente fue encontrada por pasajeros de un transporte público a un costado de la carretera M2 Ring Road. El conductor dijo que llamaron a los servicios de emergencia, que la asistieron y trasladaron al Hospital General de San Fernando, donde estuvo en condición crítica, pero estable.
Stefany sufrió varias heridas en el rostro y ha corrido el riesgo de perder uno de sus ojos; ha recibido atención médica y sus familiares han pedido apoyo para cubrir los gastos relacionados.

## Investigación e imputación a los culpables
El video del momento en el que Flores subió al taxi fue ampliamente difundido en redes sociales, incluyendo por el periodista venezolano Sergio Novelli, lo cual fue crucial para encontrar a los agresores. La policía de Trinidad y Tobago informó que los presuntos responsables fueron identificados y que fue rastreado el “vehículo blanco marca Honda placa PDU 3408”. Un sospechoso fue arrestado en Foreshore luego de ser visto en el mismo vehículo identificado en el ataque, un expolicía con antecedentes de violencia.
Los funcionarios que investigan el caso presumen que Flores fingió estar muerta, por lo que los agresores la abandonaron a la carretera.
Según informó una fuente aliada en Trinidad y Tobago al medio de comunicación El Periódico del Delta, el motivo de la agresión pudo haber sido una venganza a raíz de un casting para promocionar un producto en Trinidad y Tobago, en el que Flores fue seleccionada pero su rival, una mujer trinitaria, habría tomado por decisión la supuesta venganza como respuesta. Reportes iniciales de la agresión reseñaron que Flores fue abusada sexualmente; la misma fuente aseguró que no lo fue, pero coincidió con que sí fue agredida con un cuchillo por los tres hombres.
La Directora del Ministerio Público de Trinidad y Tobago imputó cargos a los dos sujetos que perpetraron la agresión contra Stefani Flores. Los mismos fueron presentados a la Corte de la ciudad de San Fernando. Los responsables son Akini Rodríguez, un oficial de policía y Aaron Ramkissoon, un guardia de seguridad.

## Reacciones
El Centro Caribeño de Derechos Humanos condenó el ataque del que fue víctima Stefani Flores, exigieron a las autoridades de Trinidad y Tobago que se haga justicia en torno al caso y le pidieron a la sociedad cesar los discursos en los que se responsabilizan a las víctimas de agresiones.
Heidi Diquez, fundadora de la ONG Solidarity Network, informó que espera una reunión con el comisionado de policía para tratar la investigación. Fabiana Rosales, la esposa del presidente de la Asamblea Nacional de Venezuela Juan Guaidó, repudió la agresión y pidió justicia. La embajada de Venezuela en Trinidad y Tobago aseguró tener conocimiento de la agreión, aseguró que su personal consular se movilizó al Hospital General de San Fernando y que mantuvieron contacto con los familiares de la joven.
La agresión de Stefani Flores fue rechazado por miles de personas en redes sociales, exigiendo justicia por el caso.